# Four Stars (película)
Four Stars (también conocida como "****" - el título es un juego de palabras con el sistema de clasificación usado por críticos de censura, siendo «las cuatro estrellas»  el mayor nivel) es una película estadounidense del año 1967, dirigida por Andy Warhol. La película tiene 25 horas de duración, pudiendo ser considerada una de las más largas de Andy Warhol.

## Historia de la película
Al contrario de algunas películas previas de Andy Warhol, como, por ejemplo, el clásico Vinyl (de 1965), donde la cámara, después de conectada, queda filmando en plano-secuencia -sin ningún corte-, esta película, en especial, tiene una cosa que el crítico Gen Youngblood llama «cortes secos». Este efecto de «corte seco» consiste en conectar y desconectar la cámara durante la filmación, creando diversos efectos de solapamiento de imágenes. La película, completamente experimental, fue filmada durante el tiempo de "The Factory" -antiguo estudio de Andy Warhol, en Nueva York-, participan diversas de sus superestrellas, incluyendo a Edie Sedgwick, Ondine, Brigid Berlin, Viva, Gerard Malanga, Ultraviolet, Taylor Mead, Joe Dallesandro (en su primera película), y otros.
Fotografiada enteramente en color, la película fue proyectada con un tiempo total de 25 horas de duración, uniendo todos los rollos de 35 minutos.

Esta fue la última vez que hicimos una película para nosotros mismos.

Después de decir esa frase, dejando bien claro que dejaría el experimentalismo de lado, para dedicarse un poco al comercialismo, la película fue «cortada» en diversos trozos, en una tentativa de reducir su longitud, lo que acabó dando origen a otras películas, como Imitation of Christ.